# Juventude Escolar Católica
No Brasil existiu, entre 1935 e 1970, a Juventude Estudantil Católica (JEC), que foi um organismo especializado da Ação Católica Brasileira. Em Portugal existiu, entre 1935 e 1980, a Juventude Escolar Católica, que foi um organismo especializado da Acção Católica Portuguesa.

## Em Portugal
A Juventude Escolar Católica (JEC) foi um organismo especializado da Acção Católica Portuguesa, instituída em Portugal, em 1935. Em 1980 fundiu-se com a Juventude Universitária Católica e deu origem ao Movimento Católico de Estudantes.
A JEC visava a formação integral da juventude pelo estudo, pela piedade e pela ação, tendo-se implantado em Portugal no plano nacional, diocesano e local. Esta sua implantação era acompanhada por uma organização consistente em estabelecimentos oficiais ou particulares do ensino secundário, do ensino médio e artístico. A sua organização era garantida pela existência de equipas de militantes e de equipas de coordenação. As equipas de militantes, base do movimento jecista, eram compostas por jovens leigos que podiam formar-se dentro ou fora de um estabelecimento de ensino, sendo indispensável a existência de algumas afinidades entre os membros destas equipas. As equipas de coordenação eram compostas pelos líderes destas equipas, onde o assistente eclesiástico desempenhava um papel preponderante como conselheiro e orientador.
Não obstante, esta estrutura, se bem que ainda fortemente influenciada pelos assistentes eclesiásticos, testemunhou reações significativas que comprovavam o peso crescente dos militantes leigos. A fratura entre a hierarquia eclesial e o movimento laical agudizou-se a partir do momento em que a JEC se encontrou interpelada pela Igreja Católica em episódios pontuais que serviram para marcar a sua posição perante a realidade social e política, na década de 60. Exemplo disso foi a concorrência e a disputa entre a JEC e a
Mocidade Portuguesa pelo controlo e pelo enquadramento da juventude. A referência ao Decreto-lei n.º 47311, de 12 de Novembro de 1966 proibiu a criação de organismos juvenis a nível escolar, dando o monopólio da liberdade associativa à Mocidade Portuguesa. Neste processo, a JEC colocou-se em oposição à ligação que se pretendia estabelecer entre o Estado Novo e a Igreja Católica, opondo-se a pretensões totalizantes.

## No Brasil
No Brasil, a Juventude Estudantil Católica (JEC) organizou-se a partir de 1935, inicialmente, como um grupo basicamente feminino.
Nos primeiros anos, sua atuação se restringia às Associações Religiosas e tinha como finalidade aproximar os estudantes da Igreja Católica e difundir o cristianismo dentro das escolas.
Em 1946, foi realizada uma reunião internacional na qual foi adotada uma resolução que tinha como objetivo coordenar os Movimentos de JEC dos diferentes países do mundo, que daria origem à Juventude Estudantil Católica Internacional (JEC-I). Vera Jaccoud e Jeannette Pucheu participaram dessa reunião.
A partir de 1947, a JEC, por influência de Vera Jaccoud e Jeannette Pucheu, sofreu transformações e passou a ter dimensão nacional.
Em 1950, os movimentos de juventude da Ação Católica Brasileira foram claramente especializados:
- A Juventude Masculina Católica foi dividida em: a Juventude Agrária Católica; a Juventude Estudantil Católica; a Juventude Independente Católica; a Juventude Operária Católica e a Juventude Universitária Católica; e
- A Juventude Feminina Católica foi dividida em: Juventude Agrária Católica Feminina; Juventude Estudantil Católica Feminina; Juventude Independente Católica Feminina, Juventude Operária Católica Feminina e Juventude Universitária Católica Feminina.

Em 1953, os Estatutos da JEC foram publicados no Diário Oficial da União.
Em 1956, foi instituída uma Equipe Nacional para estabelecer de uma ligação estrutural entre os núcleos diocesanos da JEC e a JEC se filiou À JEC-I.
Também no ano de 1956, foram realizados o Encontro Regional em Natal e o Encontro dos Núcleos do Sul do País, nos quais houve a preocupação de se estruturar as Equipes Regionais, a fim de que estas adaptassem os programas anuais às regiões e então propagassem a linha do Movimento.
Em maio de 1957, ocorreu a Semana Nacional da Ação Católica (AC), onde estavam presentes a Comissão Episcopal da AC e os dirigentes dos movimentos especializados. A JEC foi representada por Antônio Gama, que defendeu a ideia de um Assistente e de uma Equipe Nacional representando o grupo masculino do Movimento. A ideia inicialmente teve pouca aceitação, pois muitos acreditavam que não existia um grupo expressivo de JEC Masculina, mas Dom Fernando Hélder e Dom Cláudio Kollinger tomaram posição a favor de Antônio Gama e foi instituído um cargo de Assistente para a JEC Masculina.
Em julho de 1957, ocorreu o 1.º Encontro Nacional da JEC, onde estavam presentes militantes, adjuntos e assistentes oriundos de 15 estados, no qual foram discutidas as necessidades do Movimento.
Nesse período, a JEC adotou o método de trabalho dos outros movimentos da AC: Ver-Julgar-Agir.
A atuação da JEC era basicamente catequética, procurando introduzir o cristianismo sem retirar o estudante do seu meio, através de uma ação individual ou de um trabalho coletivo nos colégios.
Em 1958, foi realizado o 2.º Encontro Nacional de JEC, na Escola Técnica Nacional no Rio de Janeiro, com a presença de 138 participantes. A estrutura do Encontro era a de um curso de formação de dirigentes, no qual foram acentuados os diversos aspectos da ação da JEC. É nesta época que a JEC passa a ter interesse na política estudantil.
Em julho de 1958, foi realizada a Sessão Mundial de JEC em Dakar (Senegal. A JEC brasileira foi representada por Cosme Ferreira Neto, que na época já integrava a Equipe Latino-Americana da JEC.
A partir do final da década de 1950, o Movimento começou a refletir os problemas do meio social e da Igreja. Foi adotada em todo o Brasil a realização da "Semana do Estudante", na qual eram formadas assembléias, nas quais os presentes refletiam sobre suas responsabilidades e sua vida cristã.
Foram realizadas atividades que tinham propósitos mais abrangentes do que a busca de soluções para os problemas estudantis. O meio estudantil passou a ser compreendido como um local para o debate de questões que refletiam os problemas sociais. A JEC começou a parcipar da política nacional estudantil e de atividades extra-colegiais, como a participação nas questões dos bairros.
Em 1961, foi realizado, em Belo Horizonte, uma reunião do Conselho Nacional da JEC, onde definiu-se que a JEC enquanto um Movimento filiado à Igreja, deveria voltar-se para as questões sociais da época, tendo em vista o próprio princípio religioso de evangelização.
A partir de 1963, deliberou-se que os militantes de JEC deveriam, juntamente com a evangelização, estar levando às pessoas da comunidade uma mensagem de luta por Justiça Social.
O Movimento assumiu progressivamente um caráter social, tendo os problemas políticos e econômicos do País como questões latentes nos vários Encontros. Nesta etapa, os estudos estavam direcionados para as contradições da estrutura social, a fim de renová-la.
Entre 12 e 14 de novembro de 1963, foi realizado o Encontro Nacional de Estudos de Política Estudantil, no Alto da Boa Vista (Rio de janeiro), no qual ficou evidente que a JEC estava dividida entre os que continuavam com a proposta de apenas cristianizar o meio e os que pretendiam, através da cristianização, conscientizar os indivíduos de suas responsabilidades político-sociais.
Com o golpe militar de 1964, e com a hierarquia eclesiástica contrária a um envolvimento político dos Movimentos de Juventude católica, a JEC foi se desmantelando.
Em 1966, com a descentralização dos Movimentos em relação à hierarquia da Igreja, proposto pela Conferência Nacional dos Bispos do Brasil (CNBB), a JEC organizou uma reunião para refletir sobre a situação em que se encontrava. Os participantes concluiram que o movimento estava desestruturado e que a conjuntura inviabilizava qualquer tentativa de mobilização social. A Equipe Nacional se desligou do Movimento, formando um grupo autônomo com objetivos políticos e sociais. Os que permaneceram na JEC tentaram rearticular o Movimento em algumas regiões entre 1967 e 1970, mas não obtiveram grandes resultados e decidiram extinguir a JEC.
Posteriormente, foi instituída a Pastoral da Juventude Estudantil como sucessora da Juventude Estudantil Católica.

## Na França
Durante a Ocupação da França pela Alemanha Nazista (1940-1944), diversos integrantes da JEC se juntaram à Resistência Francesa, dentre eles: Agnès de La Barre de Nanteuil, Bernard Metz, François Mitterrand, Georges Montaron, Germaine Ribière, Gilbert Dru, Gilbert Pradet, Henri Théry, Jacqueline Pardon, Louis Bertagna, Madeleine Michelis, Pierre Alviset, Raymonde Guyon-Belot e René Rémond.